# FactSet Research Systems
FactSet Research Systems ist ein börsennotiertes US-amerikanisches Finanzdaten- und Softwareunternehmen mit Sitz in Norwalk (Connecticut), USA. Das Unternehmen stellt Informationen und Analysewerkzeuge für Analysten, Portfolio Manager, Versicherungsunternehmen und Investment Banker bereit. Es konkurriert hauptsächlich mit Bloomberg und Thomson Reuters.

## Geschichte
FactSet wurde 1978 von Howard Wille und Charles Snyder gegründet. Das Unternehmen konzentrierte sich zunächst auf die Integration von fremden Daten in Portfolio Management Systeme der Banken und lieferte einen Mehrwert durch intelligente Filterkriterien. Seit 1996 ist das Unternehmen an der New York Stock Exchange notiert.
Im Jahr 2008 kaufte FactSet für 63 Millionen Dollar die Datenbank WorldScope von Thomson Reuters, weil diese aufgrund kartellrechtlicher Bestimmungen im Rahmen der Übernahme von Reuters durch Thomson abgespalten werden musste.

## Dienstleistungen und Produkte
FactSet bietet seit 2009 eine neue Plattform, die Zugang zu mehr als 800 Datenbanken von unterschiedlichen Vendoren ermöglicht. Neben Analysen ermöglicht die Plattform Vergleiche, Filter, Portfolio-Optimierung und -Simulation; darüber hinaus werden Nachrichten und Kurse dargestellt. Die Plattform ist ebenso über mobile Endgeräte verfügbar und in Microsoft Office integriert.